# Mother's Baby Boy
Mother's Baby Boy é um curta-metragem mudo norte-americano de 1914, do gênero comédia, com o ator cômico Oliver Hardy.

## Elenco
- Eva Bell - Pilkins
- Oliver Hardy - Percival Pilkins (como Babe Hardy)
- Nellie Farron - Nell Haldane
- Don Ferrando - Tom Brown
- Burt Bucher - Bill Green
- Royal Byron - (como Roy Byron)